# Lonchaea striatifrons
Lonchaea striatifrons är en tvåvingeart som beskrevs av Malloch 1920. Lonchaea striatifrons ingår i släktet Lonchaea och familjen stjärtflugor. Inga underarter finns listade i Catalogue of Life.